# Irina Korschunow
Irina Korschunow (Stendal, 31 décembre 1925-Munich, 31 décembre 2013) est une femme de lettres allemande. 

## Biographie
Irina Korschunow est née de mère allemande et de père russe. Après la seconde guerre mondiale, la famille s'installe à Göttingen. Irina Korschunow étudie l'allemand, l'anglais et le théâtre à l'Université Louis-et-Maximilien de Munich.
Elle commence à écrire des livres de littérature d'enfance et de jeunesse à la fin des années 1950 et reçoit de nombreux prix. Ses livres les plus connus pour la jeunesse sont Die Sache mit Christoph (1978) et Er hieß Jan (1979).
À partir de 1983, elle écrit des romans pour adultes, genre auquel appartient son dernier roman, Langsamer Abschied (2009).

## Œuvre traduite en français
- Christophe (Die Sache mit Christoph, 1978), Duculot, coll. Travelling, 1979
- Petit Poil (Kleiner Pelz, 1984), illustré par Reinhard Michl, L'École des loisirs, 1985
- Petit Poil veut grandir (Kleiner Pelz will größer werden, 1986), L'École des loisirs, 1987
- Renardeau (Der Findefuchs, 1982), L'École des loisirs, 1988
- Bruno et le Dragon (Hanno malt sich einen Drachen, 1978), Hachette jeunesse, 1988
- Peluchon (Wuschelbär, 1990), traduit par Bernard Friot, L'École des loisirs, 1990
- Les Petits Hommes aux cheveux verts (Die Wawuschels mit den grünen Haaren, 1967), Nathan, 1991
- Les Nouvelles Aventures des petits hommes aux cheveux verts (Neues von den Wawuschels mit den grünen Haaren, 1969), Nathan, 1992
- Le Petit Chien de toutes les couleurs (Der bunte Hund, das schwarze Schaf und der Angsthase, 1958), illustré par Reinhard Michl, Milan, 1993

## Prix et distinctions
- Prix Toucan 1977
- Stylet d'argent 1985
- Prix Roswitha 1987